# Helvekonen
Die Helvekonen (lateinisch Helvecones, auch Elouaiones, Elvaionen oder Aelvaeones, Aelvaeonen, Ailouaiones (Αἰλουαίωνες), Alouiones (Αλουίωνες), Helouaiones ('Ελουαίωνες), Ailouones (Αἰλούονες), Helouones ('Ελουωνες)) waren eine ostgermanische Stammesgruppe. Im 1. Jahrhundert n. Chr. siedelten sie zwischen der Oder und der Weichsel, im Raum des heutigen Schlesiens. Tacitus nennt sie als einen Teilstamm der Lugier. Ptolemaios dagegen führt sie zwar an, jedoch gibt es bei ihm keinen Hinweis auf eine Beziehung der Helvekonen zu den Lugiern.